# Резолюция Совета Безопасности ООН 1640
Резолюция Совета Безопасности ООН 1640 была единогласно принята 23 ноября 2005 года, тем самым подтвердив все резолюции, темой которых были Эритрея и Эфиопия, в частности и резолюция 1622 (2005). Совет потребовал от Эритреи снять ограничения на передвижение Миссии ООН в Эфиопии и Эритрее (UNMEE).
Резолюция была принята после того, как Совет Безопасности пригрозил санкциями обеим странам в случае начала войны. В какой-то момент эфиопские войска нарушили демилитаризованную зону, а Эритрея отвергла резолюцию, так как посчитала её отражением «узких интересов крупных мировых держав».

## Резолюция

### Наблюдения
В преамбуле резолюции Совет выразил обеспокоенность решением правительства Эритреи ограничить передвижение UNMEE в Эритрее с 5 октября 2005 года, а также дополнительными ограничениями свободы передвижения, которые не позволяют в полной мере UNMEE выполнять свой мандат. Совет был встревожен такими мерами и их влиянием на поддержание мира и безопасности между Эритреей и Эфиопией.
Совет Безопасности подтвердил роль Временной зоны безопасности (ВЗБ), предусмотренную Алжирским соглашением, и подчеркнул, что мир не может быть достигнут без установления их общей границы. Также была выражена обеспокоенность о том, что правительство Эфиопии не приняло обязательное решение пограничной комиссии, а также высокой концентрацией войск по обе стороны ВЗБ.

### Акты
Совет осудил ограничения, введенные Эритреей в отношении миссии UNMEE, и потребовал отменить их. Он призвал Эфиопию и Эритрею проявлять сдержанность и воздерживаться от угроз и применения силы, а также вернуть развертывание сил на уровень 16 декабря 2004 года. Генеральному секретарю Кофи Аннану было предложено в течение 40 дней представить доклад о выполнении требований Совета Безопасности.
В конце резолюции содержался призыв к Эфиопии принять решение Комиссии по установлению границы между Эфиопией и Эритреей и приветствовались усилия стран, предоставляющих войска UNMEE.